# 바르나
바르나(불가리아어: Варна)는 불가리아 동해안에 있는 도시로 바르나 주의 주도다. 인구 354,220(2009). 불가리아 동부, 흑해와 바르나 호 연안에 위치한다. 역사가 깊은 도시로 유럽에서 가장 오래 된 도시의 하나로 손꼽힌다. 선사 시대의 유적도 있으며, 기원전 4000년 경에 문명을 형성한 것으로 보이는 대규모 유적도 발견되었다.
기원전 7세기 그리스인들이 오데소스라는 이름으로 건설한 것으로 기록에 남아 있다. 그 후 로마 제국의 지배를 받다가 7세기 제1차 불가리아 제국에 속하게 되었다. 그 후 흑해의 교역 중심지로 발달했으며 14세기에 오스만 제국이 차지하여 전략적 요충지로 삼았다. 1444년 이 일대를 중심으로 벌어진 바르나 전투에서 치열한 전투가 벌어졌으나, 19세기까지 계속 오스만 제국의 지배를 받았다.
19세기 불가리아의 독립 시기에도 중요한 거점이었고, 이후 각지와 철도로 연결되면서 불가리아의 가장 중요한 항구로 발달하였다. 1949년 12월 20일부터 1956년 10월 20일까지는 소련의 국가 원수인 이오시프 스탈린에서 이름을 딴 스탈린이라고 불렀지만 나중에 원래 이름으로 바뀌었다.
각종 공업이 발달해 있으며, 수도 소피아와 플로브디프 다음가는 불가리아 제 3의 도시이다. 기후가 온화하고 해변이 아름다워 휴양지로 유명하며, 각종 역사 유적이 많아 볼거리가 다양하다.

## 기후
| 바르나 (1952–2011)의 기후             | 바르나 (1952–2011)의 기후 | 바르나 (1952–2011)의 기후 | 바르나 (1952–2011)의 기후 | 바르나 (1952–2011)의 기후 | 바르나 (1952–2011)의 기후 | 바르나 (1952–2011)의 기후 | 바르나 (1952–2011)의 기후 | 바르나 (1952–2011)의 기후 | 바르나 (1952–2011)의 기후 | 바르나 (1952–2011)의 기후 | 바르나 (1952–2011)의 기후 | 바르나 (1952–2011)의 기후 | 바르나 (1952–2011)의 기후 |
| 월                                    | 1월                       | 2월                       | 3월                       | 4월                       | 5월                       | 6월                       | 7월                       | 8월                       | 9월                       | 10월                      | 11월                      | 12월                      | 연간                      |
| ------------------------------------- | ------------------------- | ------------------------- | ------------------------- | ------------------------- | ------------------------- | ------------------------- | ------------------------- | ------------------------- | ------------------------- | ------------------------- | ------------------------- | ------------------------- | ------------------------- |
| 역대 최고 기온 °C (°F)                | 21.2 (70.2)               | 22.5 (72.5)               | 29.5 (85.1)               | 29.0 (84.2)               | 34.0 (93.2)               | 38.0 (100.4)              | 41.0 (105.8)              | 40.5 (104.9)              | 37.2 (99.0)               | 33.0 (91.4)               | 27.0 (80.6)               | 21.2 (70.2)               | 41.0 (105.8)              |
| 일평균 최고 기온 °C (°F)              | 6.0 (42.8)                | 7.2 (45.0)                | 10.2 (50.4)               | 14.8 (58.6)               | 20.4 (68.7)               | 25.1 (77.2)               | 27.8 (82.0)               | 27.9 (82.2)               | 23.9 (75.0)               | 18.6 (65.5)               | 12.7 (54.9)               | 8.1 (46.6)                | 17.0 (62.6)               |
| 일일 평균 기온 °C (°F)                | 1.9 (35.4)                | 2.8 (37.0)                | 5.7 (42.3)                | 10.3 (50.5)               | 15.4 (59.7)               | 19.9 (67.8)               | 22.4 (72.3)               | 22.3 (72.1)               | 18.3 (64.9)               | 13.5 (56.3)               | 8.4 (47.1)                | 4.1 (39.4)                | 12.4 (54.3)               |
| 일평균 최저 기온 °C (°F)              | −1.7 (28.9)               | −1.1 (30.0)               | 1.7 (35.1)                | 6.1 (43.0)                | 10.8 (51.4)               | 15.0 (59.0)               | 17.2 (63.0)               | 17.1 (62.8)               | 13.5 (56.3)               | 9.1 (48.4)                | 4.6 (40.3)                | 0.5 (32.9)                | 7.8 (46.0)                |
| 월평균 최저 기온 °C (°F)              | −19.0 (−2.2)              | −17.2 (1.0)               | −13.5 (7.7)               | −5.0 (23.0)               | 0.0 (32.0)                | 0.0 (32.0)                | 7.0 (44.6)                | 0.0 (32.0)                | 0.0 (32.0)                | −7.7 (18.1)               | −10.0 (14.0)              | −17.0 (1.4)               | −19.0 (−2.2)              |
| 평균 강수량 mm (인치)                 | 31.8 (1.25)               | 29.9 (1.18)               | 43.7 (1.72)               | 57 (2.2)                  | 43.9 (1.73)               | 57.6 (2.27)               | 50.7 (2.00)               | 41.4 (1.63)               | 44.1 (1.74)               | 42.6 (1.68)               | 55.6 (2.19)               | 42 (1.7)                  | 540.3 (21.27)             |
| 평균 강수일수                         | 13.5                      | 11.3                      | 11.9                      | 9.3                       | 6.9                       | 6.2                       | 4.7                       | 3.3                       | 6.5                       | 9.6                       | 8.9                       | 11.5                      | 103.6                     |
| 평균 상대 습도 (%)                    | 77.9                      | 75                        | 73.3                      | 73.7                      | 74.8                      | 72.5                      | 69.7                      | 69.4                      | 73.1                      | 77.6                      | 78.1                      | 79                        | 74.5                      |
| 평균 월간 일조시간                    | 89.9                      | 102.2                     | 142.6                     | 180.0                     | 248.0                     | 270.0                     | 300.7                     | 299.2                     | 219.0                     | 167.4                     | 105.0                     | 79.1                      | 2,203                     |
| 평균 일일 일조시간                    | 2.9                       | 3.7                       | 4.6                       | 6.0                       | 8.0                       | 9.0                       | 9.7                       | 9.7                       | 7.3                       | 5.4                       | 3.5                       | 2.6                       | 6.0                       |
| 가능 일조율                           | 32                        | 34                        | 38                        | 46                        | 53                        | 60                        | 65                        | 69                        | 61                        | 49                        | 35                        | 29                        | 48                        |
| 출처 1: Climatebase.ru                |                           |                           |                           |                           |                           |                           |                           |                           |                           |                           |                           |                           |                           |
| 출처 2: Weather Atlas (sunshine data) |                           |                           |                           |                           |                           |                           |                           |                           |                           |                           |                           |                           |                           |

## 자매 도시
| - 덴마크 올보르 - 네덜란드 암스테르담 - 요르단 아카바 - 스페인 바르셀로나 - 터키 바이부르트 - 네덜란드 도르드레흐트 - 이탈리아 제노바 - 독일 함부르크 - 그리스 카발라 - 우크라이나 하르키우 - 영국 리버풀 - 프랑스 리옹 - 스웨덴 말뫼 - 콜롬비아 메데인 |  | - 미국 멤피스 - 미국 마이애미 - 러시아 노보시비르스크 - 우크라이나 오데사 - 그리스 피레아스 - 독일 로스토크 - 러시아 상트페테르부르크 - 노르웨이 스타방에르 - 헝가리 세게드 - 핀란드 투르쿠 - 체코 비소케 미토 - 영국 워싱턴 - 오스트리아 벨스 - 인도네시아 수라바야 |